# 蘭科湖
40°14′51″S 72°23′07″W / 40.24750°S 72.38528°W

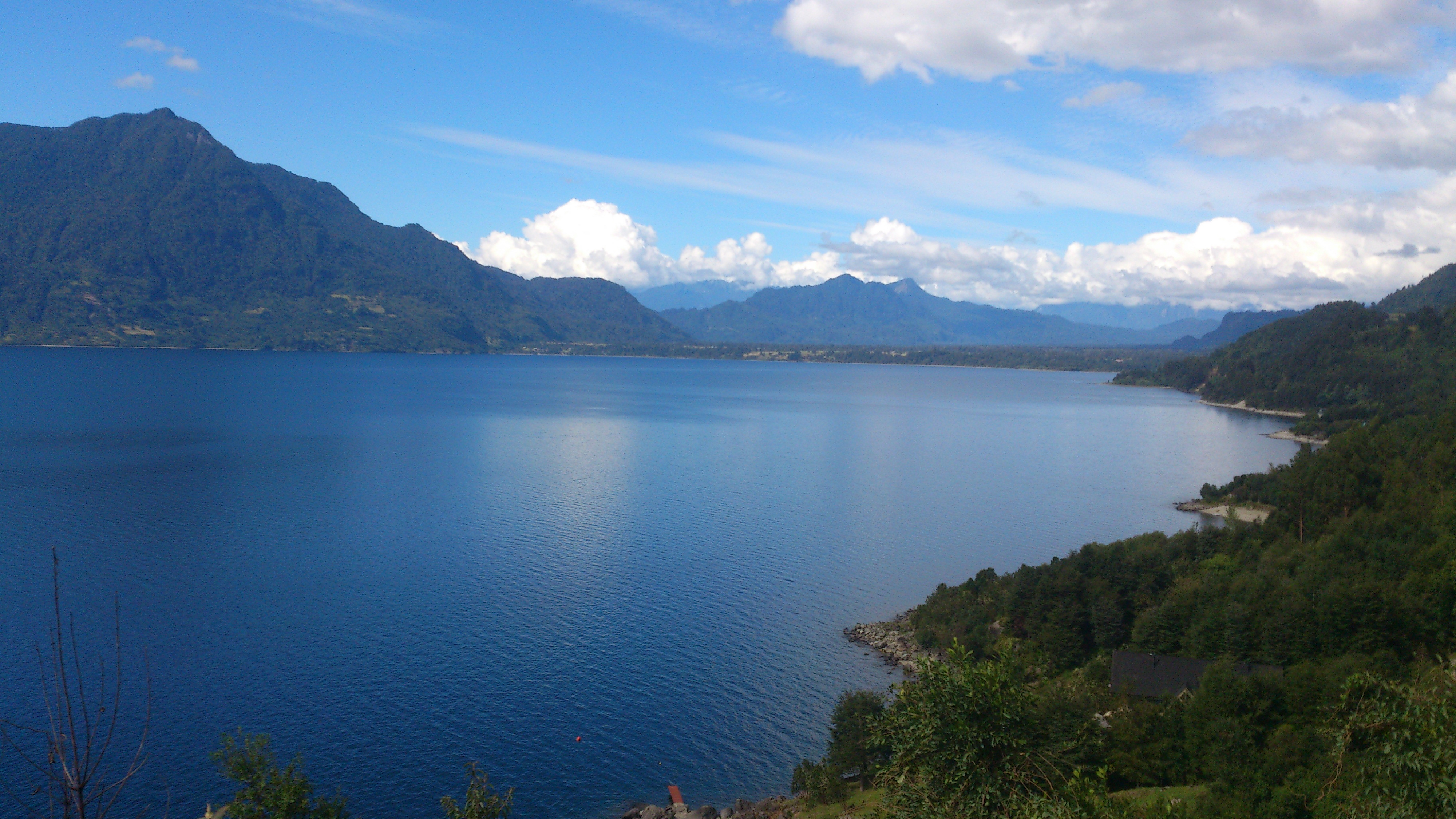

蘭科湖（西班牙語：Lago Ranco）是智利的湖泊，位於該國南部，由河大區負責管轄，面積410平方公里，海拔高度70米，平均水深150米，最大水深199米，是鱒魚和鮭魚的棲息地，湖中有約25座島嶼，但目前仅4座有人居住。